# Marols (Loire)
Marols település Franciaországban, Loire megyében. Lakosainak száma 460 fő (2022. január 1.). Marols La Chapelle-en-Lafaye, Chenereilles, Estivareilles, Luriecq, Montarcher és Saint-Jean-Soleymieux községekkel határos.

## Népesség
A település népességének változása:
| Lakosok száma | 344  | 285  | 310  | 369  | 418  | 414  | 416  | 443  | 456  | 460  |
|               | 1968 | 1982 | 1990 | 2006 | 2013 | 2015 | 2017 | 2019 | 2020 | 2022 |